# BRS de Manaus
O BRS de Manaus, também chamado de Expresso, é um sistema de transporte público do município de Manaus, capital do estado do Amazonas, no Brasil. Ele opera desde 14 de dezembro de 2002, quando foi inaugurado pela administração do prefeito Alfredo Nascimento. Os corredores tem duas faixas de tráfego para cada sentido, sendo o embarque e desembarque de passageiros realizado em plataformas exclusivas do sistema.
O projeto do Bus Rapid System ou Serviço de Ônibus Rápido, se caracteriza pela existência de um sistema tronco-alimentador, ligando várias linhas alimentadoras dos bairros aos terminais de integração e estações de transferência, e linhas troncais, ligando os terminais e estações de integração às áreas centrais da cidade. Esse sistema é complementado por linhas interbairros (ligação entre bairros sem passar pelo Centro), diametrais (ligação entre bairros passando no Centro), circulares e convencionais (ligação direta do bairro ao Centro).

## História
Em 2002, o então prefeito de Manaus, Alfredo Nascimento, anunciou a implantação do sistema de ônibus rápido, batizado na época como Expresso. O projeto previa a implantação de corredores exclusivos do transporte público, construção de terminais de integração e modernização do sistema. Manaus adotou o sistema tronco-alimentador, inspirado no modelo de Curitiba.

## Corredores
| Bus station |  | Urban station on track |

| Bus station |  | Urban station on track |

| Bus station |  | Urban station on track |

| Bus station |  | Urban station on track |

| Bus station |  | Urban station on track |

| Bus station |  | Urban station on track |

| Bus station |  | Urban station on track |

| Bus station |  | Urban station on track |

| Bus station |  | Urban station on track |

| Bus station |  | Urban station on track |

| Bus station |  | Urban station on track |

| Bus station |  | Urban station on track |

|  |  | Unknown route-map component "uSKRZ-Au" |

| Bus station |  | Urban station on track |

| Bus station |  | Urban station on track |

| Bus station |  | Urban station on track |

| Bus station |  | Urban station on track |

| Bus station |  | Urban station on track |

|  |  | Unknown route-map component "uSKRZ-Au" |

| Bus station |  | Urban station on track |

| Bus station |  | Urban station on track |

|  |  | Unknown route-map component "uSKRZ-Au" |

| Bus station |  | Urban station on track |

| Bus station |  | Urban station on track |

| Bus station |  | Urban station on track |

| Bus station |  | Urban station on track |

| Bus station |  | Urban station on track |

| Bus station |  | Urban station on track |

| Bus station |  | Urban station on track |

|  |  | Unknown route-map component "uSKRZ-Au" |

| Bus station |  | Urban station on track |

| Bus station |  | Urban station on track |

|  |  | Unknown route-map component "uSKRZ-Au" |

| Bus station |  | Urban station on track |

| Bus station |  | Urban station on track |

| Bus station |  | Urban station on track |

| Bus station |  | Urban station on track |

| Bus station |  | Urban station on track |

| Bus station |  | Urban station on track |

| Bus station |  | Urban station on track |

| Bus station |  | Urban station on track |

| Bus station |  | Urban station on track |

| Bus station |  | Urban station on track |

| Bus station |  | Urban station on track |

| Bus station |  | Urban station on track |

| Bus station |  | Urban station on track |

|  |  | Unknown route-map component "uSKRZ-Au" |

| Bus station |  | Urban station on track |

| Bus station |  | Urban station on track |

| Bus station |  | Urban station on track |

| Bus station |  | Urban station on track |

| Bus station |  | Urban station on track |

|  |  | Unknown route-map component "uSKRZ-Au" |

| Bus station |  | Urban station on track |

| Bus station |  | Urban station on track |

|  |  | Unknown route-map component "uSKRZ-Au" |

| Bus station |  | Urban station on track |

| Bus station |  | Urban station on track |

| Bus station |  | Urban station on track |

| Bus station |  | Urban station on track |

| Bus station |  | Urban station on track |

| Bus station |  | Urban station on track |

| Bus station |  | Urban station on track |

|  |  | Unknown route-map component "uSKRZ-Au" |

| Bus station |  | Urban station on track |

| Bus station |  | Urban station on track |

|  |  | Unknown route-map component "uSKRZ-Au" |

| Bus station |  | Urban station on track |